# دانشگاه علوم پزشکی رفسنجان
دانشگاه علوم پزشکی رفسنجان به‌طور رسمی فعالیت خود را به صورت دانشگاه در سال ۱۳۶۹ آغاز کرد.

## تاریخچه
سنگ بنای آموزش عالی در شهرستان رفسنجان با تأسیس مجتمع آموزش عالی بهداشت‌کاران دهان و دندان در مقطع کاردانی در سال ۱۳۶۱ نهاده شد. در سال ۱۳۶۵ دانشکده علوم پزشکی رفسنجان زیر نظر دانشگاه علوم پزشکی کرمان فعالیت آموزشی خود را آغاز کرد. در سال ۱۳۷۱ پس از اخذ موافقت اصولی جهت تبدیل مجتمع آموزشی بهداشت‌کاران دهان و دندان به دانشکدهٔ دندانپزشکی، سرانجام دانشگاه علوم پزشکی و خدمات بهداشتی و درمانی رفسنجان تأسیس گردید.
تاکنون ۱۸ دوره دانشجویان رشته پزشکی عمومی از دانشکده پزشکی فارغ‌التحصیل شده‌اند. در حال حاضر حدود ۱۴۰۰ دانشجو در مقاطع مختلف در این دانشگاه مشغول به تحصیل می‌باشند.

## ساختار
این دانشگاه دارای هفت معاونت، پنج دانشکده، چهار بیمارستان، دو شبکه بهداشت و درمان (شهرستان‌های رفسنجان و انار)، یک پژوهشکده در حال تأسیس و هشت مرکز تحقیقاتی است. دانشکده‌های این دانشگاه شامل دانشکده‌های پزشکی، دندانپزشکی، پرستاری-مامایی، پیراپزشکی و بهداشت است که به آموزش دانشجویان در رشته‌های مختلف دکترای حرفه‌ای پزشکی، دکترای حرفه‌ای دندانپزشکی، کارشناسی ارشد بیوشیمی، کارشناسی ارشد فیزیولوژی، کارشناسی پرستاری، کارشناسی علوم آزمایشگاهی، کارشناسی مامایی، کارشناسی رادیولوژی، کارشناسی هوشبری، کارشناسی اتاق عمل، کاردانی فوریت‌های پزشکی می‌پردازند. تعداد اعضای هیئت علمی این دانشگاه در حال حاضر بالغ بر 200 نفر می‌گردد.

## معاونت‌ها
1. معاونت آموزشی
2. معاونت بهداشتی
3. معاونت تحقیقات و فناوری
4. معاونت توسعه مدیریت و منابع
5. معاونت دانشجویی و فرهنگی
6. معاونت درمان
7. معاونت غذا و دارو

## دانشکده‌ها
1. دانشکده پزشکی
2. دانشکده دندانپزشکی
3. دانشکده پرستاری و مامایی
4. دانشکده پیراپزشکی
5. دانشکده بهداشت

### دانشکده پرستاری و مامایی
دانشکده پرستاری و مامایی رفسنجان از سال ۱۳۶۵ هم‌زمان با تأسیس دانشکده پزشکی در این شهرستان اقدام به پذیرش دانشجو در رشته کاردانی پرستاری نمود. در سال ۱۳۶۶ مقطع کاردانی رشته پرستاری به کارشناسی ارتقاء یافت. در سال ۱۳۶۷ دانشکده پرستاری از دانشکده پزشکی تفکیک و به مکان جدید (محل فعلی) منتقل و تحت عنوان دانشکده پرستاری و مامایی شروع به فعالیت نمود و در سال ۱۳۶۸ پذیرش دانشجو در مقطع کاردانی مامایی نیز انجام شد.
امکانات دانشکده پرستاری، مامایی: کتابخانه، مرکز کامپیوتر، سمعی بصری، آزمایشگاه‌های فیزیک، خون‌شناسی و رادیولوژی، skill lab، سالن کنفرانس و آمفی تئاتر، سالن اجتماعات، دوازده کلاس درس، نمازخانه

## بیمارستان‌ها
1. بیمارستان علی‌ابن‌ابی‌طالب
2. بیمارستان مرادی
3. زایشگاه نیک‌نفس
4. بیمارستان ولی‌عصر (عج)

## مراکز تحقیقاتی دانشگاه
1. مرکز تحقیقاتی پزشکی ملکولی
2. مرکز تحقیقاتی فیزیولوژی-فارماکولوژی
3. مرکز تحقیقاتی ایمونولوژی بیماری‌های عفونی
4. مرکز تحقیقاتی محیط کار
5. مرکز تحقیقاتی عوامل اجتماعی مؤثر بر سلامت
6. مرکز تحقیقاتی مراقبت سالمندی
7. مرکز تحقیقاتی سلامت پسته
8. مرکز تحقیقاتی بیماری‌های غیرواگیر
9. مرکز تحقیقات ایمنی و سلامت شغلی
10. پژوهشکده علوم پایه پزشکی
11. آزمایشگاه جامع